# Susan Gossick
Susan Gossick (Chicago, Illinois, Estados Unidos, 12 de noviembre de 1947) es una clavadista o saltadora de trampolín estadounidense especializada en trampolín de 3 metros, donde consiguió ser campeona olímpica en 1968.

## Carrera deportiva
En los Juegos Olímpicos de 1968 celebrados en Ciudad de México ganó la medalla de oro en los saltos desde el trampolín de 3 metros, con una puntuación de 150 puntos, por delante de la soviética Tamara Pogozheva (plata con 145 puntos) y su paisana estadounidense Keala O'Sullivan (bronce con 145 puntos). Y en los Juegos Panamericanos de Winnipeg 1967 ganó también medalla de oro en la misma prueba.